# Indonésie aux Jeux olympiques d'été de 1952
L'Indonésie participe pour la première fois aux Jeux olympiques d'été à Helsinki. Avec 3 sportifs seulement, c'est une des plus petites délégations

## Athlétisme
| Hommes - Saut en hauteur : - Maram Sudarmodjo — 1,80 m (→ 20e place) |

## Haltérophilie
| Hommes - 67,5 kg : - Thio Ging Hwie — 327,5 kg (8e place) |

## Natation
| Hommes - 200 m brasse: - Habib Suharko — 2:51.3 (8e temps) |